# Chandrayaan-1
Chandrayaan-1 (Hindi च्हन्द्रयान ‚Mondfahrzeug‘, Hindi Chandra für Mond, yaan für Wagen, Fahrzeug) war eine Raumsonde der indischen Raumfahrtagentur ISRO, die am 22. Oktober 2008 zum Mond startete und ihn mindestens zwei Jahre lang umkreisen sollte, um unter anderem nach Wassereis zu suchen. Die Mission endete bereits im August 2009, nachdem technische Systeme versagt hatten und am 28. August 2009 um 20:00 Uhr UTC der Kontakt mit der Sonde abgerissen war. Sie gilt aber trotzdem als großer Erfolg. Chandrayaan-1 war bis dahin 312 Tage im All und hatte den Mond mehr als 3.400 Mal umrundet. Im März 2017 teilte die NASA mit, dass die Sonde durch eine Kooperation mehrerer Radioteleskope in einem Mondorbit wiederentdeckt wurde.
Dies war die erste Mission Indiens, die über den Erdorbit hinausging. Ihr Ziel war die Prüfung und Verbesserung der technologischen Kapazitäten Indiens im Weltraum sowie die Gewinnung wissenschaftlicher Informationen von der Mondoberfläche. Dazu kam auch eine hart aufschlagende Tochtersonde zum Einsatz, die während ihres Sturzes zur Mondoberfläche Messdaten aufnahm. Die Gesamtkosten der Mission wurden auf etwa 3,86 Milliarden Indische Rupien (57 Millionen US-Dollar) geschätzt; damit war Chandrayaan-1 die bislang billigste Mondmission.

## Technik
Die Sonde hat eine kubische Form mit einer Kantenlänge von etwa 1,5 Metern und wog beim Start 1380 kg, wobei die Masse nach dem Einschuss in die Mondumlaufbahn 675 kg betrug. Die Konstruktion basiert auf dem flugerprobten IRS-Erdbeobachtungssatelliten.
Die Energie lieferte ein 750 Watt Solarmodul, zur Speicherung hatte sie einen Lithium-Ionen-Akkumulator. Das Antriebssystem verwendete zwei Treibstoffe und wurde für das Einschwenken in den Mondorbit und zur Lageregelung verwendet. Der Raumflugkörper war Drei-Achsen-stabilisiert und nutzte dazu Lagekontrolldüsen sowie Gyroskope. Zur Navigation wurden Sternensensoren, Beschleunigungsmesser und eine inertiale Messeinheit eingesetzt. Die Kommunikation zur Fernsteuerung erfolgte im S-Band, die wissenschaftlichen Daten wurden im X-Band übertragen.

### Moon Impact Probe

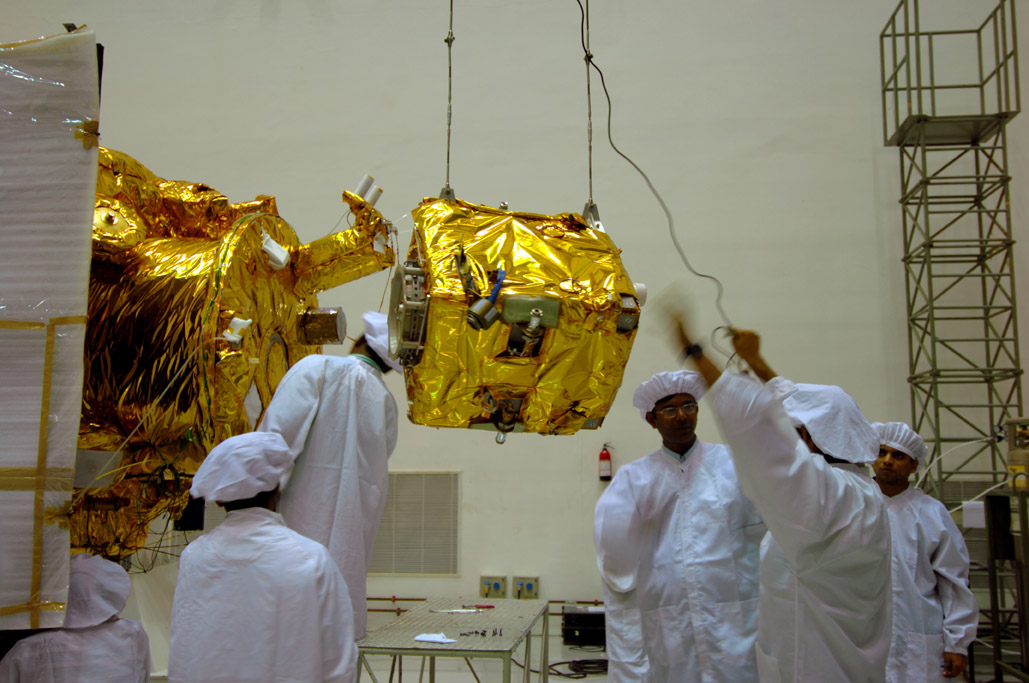
Die Moon Impact Probe (Bildmitte) wird mit Chandrayaan-1 verbunden

Zusätzlich war die 29 Kilogramm schwere Landesonde Moon Impact Probe (MIP) an Bord, die sich am Anfang der Mission in 100 km Höhe vom Orbiter löste, um die Mondoberfläche zu erreichen. Sie verfügte über kein Landetriebwerk und schlug daher hart auf dem Mond auf. Als Nutzlast trug die Sonde ein Massenspektrometer, eine Videokamera und einen Radar-Höhenmesser. Das Äußere der Einschlagsonde war an den Seiten mit den indischen Landesfarben bemalt.
Siehe auch: Liste der künstlichen Objekte auf dem Mond

### Instrumente
Die wissenschaftliche Nutzlast der Raumsonde hat eine Masse von 55 Kilogramm und beinhaltet fünf indische, ein bulgarisches und von der NASA und der Europäischen Weltraumorganisation (ESA) bereitgestellte Instrumente.
TMC (Indien)Die Terrain Mapping Camera ist eine Stereo-Kamera, die eine Auflösung von 5 Metern hat und einen 20 km breiten Streifen im panchromatischen 500-bis-850-nm-Band erfassen konnte. Sie wurde zur Erstellung einer hochauflösenden 3D-Karte des Mondes eingesetzt.
HySI (Indien)Das Hyper Spectral Imager diente zur mineralogischen Kartierung im 400-bis-950-nm-Band mit einer spektralen Auflösung von 15 nm und räumlichen Auflösung von 80 m. Das Instrument konnte einen 20 km breiten Streifen in 64 verschiedenen Spektralbändern erfassen.
LLRI (Indien)Das Lunar Laser Ranging Instrument konnte mit Hilfe eines 10 mJ Nd:YAG-Lasers die genaue Flughöhe der Sonde über der Mondoberfläche ermitteln und somit eine topografische Karte des Mondes erstellen. LLRI ergänzte dabei die Daten der TMC-Kamera. Die vertikale Auflösung des Instruments beträgt ca. 5 m. Der Laser arbeitet mit einer Impulsfrequenz von 10 Hz und einer Impulsdauer von 5 ns.
HEX (Indien/ESA)Der High Energy X-ray Detektor erfasste Röntgenstrahlung mit Energien im Bereich von 20 bis 250 keV und untersuchte das Vorkommen von schweren Elementen wie 210Pb (im 46,5-keV-Band), 222Rn, Uran und Thorium auf dem Mond. Die räumliche Auflösung des Instruments war 40 km in niedrigen Energiebereichen (< 60 keV). HEX wurde von Indien mit Hardware-Unterstützung von der ESA gebaut.
CIXS (ESA – Großbritannien)Das Chandrayaan-1 Imaging X-Ray Spectrometer war für Röntgenstrahlung mit Energien von 0,5 bis 10 keV, mit dem das Vorkommen leichter Elemente wie Magnesium, Aluminium, Silizium, Calcium, Titan und Eisen auf dem Mond untersucht wurde. Das Instrument enthält zusätzlich einen Solar X-ray Monitor (SXM), mit dem die Röntgenstrahlung der Sonne im Bereich von 2 bis 10 keV gemessen wurde, um so CIXS zu kalibrieren und den Einfluss der Sonnenstrahlung auf die Messergebnisse zu minimieren. CIXS wurde vom Rutherford Appleton Laboratory gebaut und ist eine Kopie des D-CIXS/SXM-Instrumentes der Raumsonde SMART-1.
SARA (ESA – Schweden/Schweiz)Der Sub keV Atom Reflecting Analyser soll die Zusammensetzung der Teilchen untersuchen, die vom Sonnenwind aus der Mondoberfläche herausgeschleudert. Außerdem soll das Magnetfeld untersucht werden. Das Instrument wurde vom schwedischen Institut für Weltraumphysik in Zusammenarbeit mit dem Physikalischen Institut der Universität Bern gebaut.
SIR-2 (ESA – Deutschland)

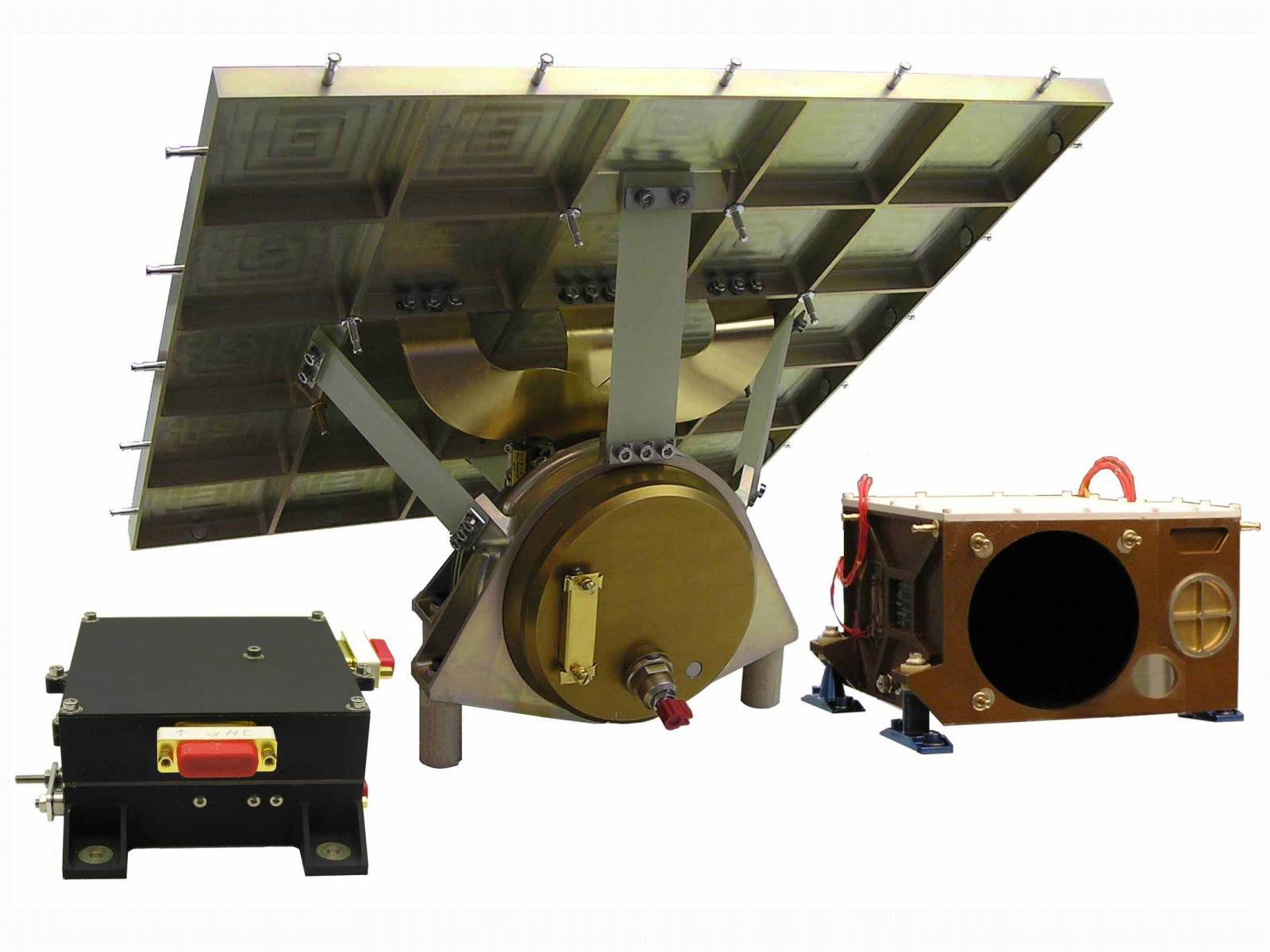
SIR-2

Das im nahen Infrarot mit Wellenlängen von 900 bis 2400 nm arbeitende Spektrometer diente der Ermittlung der mineralogischen Zusammensetzung des Mondes. Das Instrument wurde in Deutschland vom Max-Planck-Institut für Sonnensystemforschung gebaut und ist eine Weiterentwicklung des SIR-Instruments der Raumsonde SMART-1.
M3 (NASA)

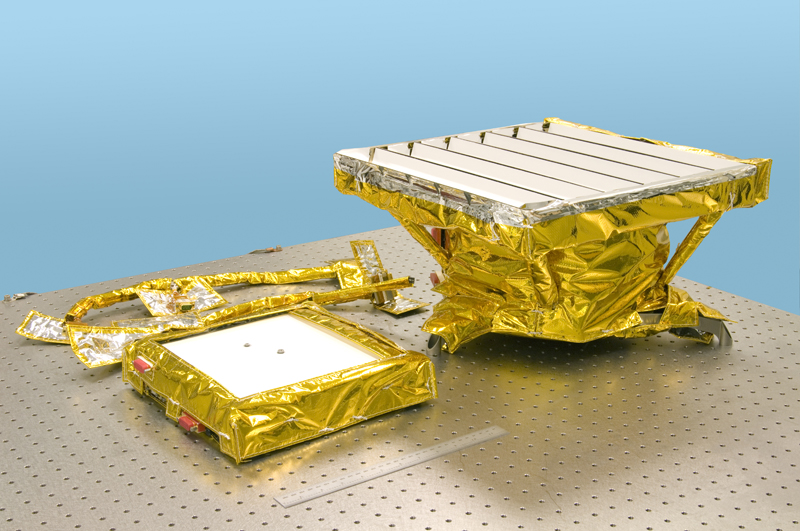
Moon Mineralogy Mapper

Der Moon Mineralogy Mapper wird von der amerikanischen Weltraumagentur NASA bereitgestellt. Es ist ein abbildendes Spektrometer, das zu einer mineralogischen Kartierung des Mondes eingesetzt wurde. M3 arbeitete im 700-bis-3000-nm-Band (optional im 400-bis-3000-nm-Band) mit einer spektralen Auflösung von 10 nm und räumlichen Auflösung von 63 m im Targeted Mode sowie 125 m im Global Mode. Das Instrument kann einen 40 km breiten Streifen in 640 verschiedenen Spektralbändern erfassen (hyperspektral). Die Optik des Instruments ist aus Aluminium gefertigt, die Masse beträgt weniger als 10 kg und der Energiebedarf weniger als 13 Watt. Das Instrument wurde von der Brown University und dem JPL entwickelt.
RADOM (Bulgarien)Der Radiation Dose Monitor diente der Messung energiereicher Partikel im lunaren Umkreis. Das Instrument wurde von der Bulgarischen Akademie der Wissenschaften entwickelt.
Mini-SAR (NASA)Mitte 2005 fanden Gespräche über den Mitflug eines amerikanischen Synthetic Aperture Radars statt. Das Radar wurde von US-Verteidigungsministerium und dem Applied Physics Laboratory der Johns Hopkins University entwickelt und sollte die Polarregionen des Mondes nach Wassereisvorkommen absuchen. Die US-Sonde Lunar Reconnaissance Orbiter verfügte über ein ähnliches Radar, sodass beide Geräte in einem Bistatic-Modus arbeiten könnten, wobei eines der Geräte als Sender und das andere als Empfänger fungiert. Dadurch ließe sich der Frage nach Wassereis auf dem Mond einem großen Schritt näher kommen. Dieses wurde am 20. August 2009 versucht, schlug aber fehl, da die Chandrayaan-1 zum Messzeitpunkt nicht auf den Mond ausgerichtet war. Ein weiterer Versuch konnte wegen des Verlusts der Chandrayaan-1 nicht mehr unternommen werden.

## Ablauf der Mission
Die Raumsonde wurde am 22. Oktober 2008 um 00:52 Uhr UTC mit einer modifizierten indischen PSLV-Trägerrakete vom Satish Dhawan Space Centre an der Südostküste Indiens gestartet. Die Trägerrakete setzte Chandrayaan-1 in einem 240 × 36.000 km Geotransferorbit ab. Nach einem 5,5 Tage dauernden Transfer zum Mond trat die Sonde in einen anfänglich 1000 km hohen, nahezu kreisförmigen Orbit um den Mond ein. Die Höhe der Umlaufbahn wurde dann zu Testzwecken der Sonde auf 200 km heruntergesetzt. Schließlich nahm Chandrayaan-1 am 12. November 2008 einen etwa 100 km hohen, kreisförmig polaren Arbeitsorbit ein. In ihm legt sie eine Mondumrundung in ungefähr zwei Stunden zurück.
Am 14. November 2008, dem Geburtstag des ehemaligen indischen Ministerpräsidenten Jawaharlal Nehru († 1964), unter dem Indiens Raumfahrtprogramm eingeleitet wurde, landete die Moon Impact Probe auf dem Mond. Um 14:36 Uhr UTC hatte sich die Landesonde von der Muttersonde getrennt und ihre Geschwindigkeit mit kleinen Bremsraketen verringert. Um 15:01 Uhr UTC schlug sie nach dem kontrollierten Absturz in der Nähe des Mondsüdpols beim Krater Shackleton auf. Während des Absturzes maß sie den Höhenabfall, machte Nahaufnahmen von der Mondoberfläche und analysierte die äußerst dünne Atmosphäre. Die gewonnenen Daten wurden zur Zwischenspeicherung an den Orbiter gesendet und sollen bei der Vorbereitung einer späteren Mondlandung helfen.

## ISTRAC Antennennetzwerk
Vorbereitend für diese Mission wurde das Telemetry, Tracking and Command Network (ISTRAC) der ISRO um zusätzliche Deep-Space-Antennen verstärkt und bildet damit das Indian Deep Space Network (IDSN). In Byalalu, in der Nähe von Bengaluru, befindet sich eine Deep-Space-Station mit einer 32-Meter-, einer 18-Meter- und einer 11-Meter-Parabolantenne. In Bengaluru befindet sich auch das Missions-Kontrollzentrum.  Die indische Raumfahrtagentur ISRO hatte vom Start bis zum Ende der Mission die alleinige Kontrolle und konnte alle Aufgaben selbst erfüllen.

## Nachfolger
Die Nachfolgersonde Chandrayaan-2 startete am 22. Juli 2019 um 11:13 Uhr MESZ. Sie besteht aus einem Mondorbiter, einem Lander und einem Rover.